# Socialism într-o singură țară
Având perspectiva revoluției mondiale atât de aproape în fața ochilor, mișcările comuniste, socialiste și muncitorești de la începutul secolului al XX-lea erau dominate de un sentiment de optimism copleșitor, care s-a dovedit a fi nerealist. Revoluțiile europene au fost strivite una câte una, până când, în cele din urmă, revoluționarii bolșevici s-au trezit unicii supraviețuitori. Cum rușii se bazau pe ideea că o țară subdezvoltată, agrară, ca Rusia ar fi putut construi socialismul cu ajutorul guvernelor revoluționare victorioase în țările mai industrializate ale Europei, ei s-au trezit într-o criza, deoarece devenise clar că un asemenea ajutor nu mai avea de unde să vină. Așa s-a născut teoria Socialismului într-o singură țară, teză emisă de Stalin în 1924 și sprijinită mai departe de Buharin. 
În articolul său din 1915, "Despre sloganul Statelor Unite ale Europei", Lenin afirma următoarele: "...dezvoltarea economică și politică inegală este o lege absolută a capitalismului. De aceea,  victoria socialismului este posibilă la început în câteva, sau în doar o singură țară capitalistă luată separat... ". După moartea lui Lenin, Stalin a folosit acest citat ca să aducă argumentul că liderul bolșevic împărtășea aceleași opinii asupra posibilității victoriei socialismului într-o singură țară , și aceasta în ciuda faptului că afirmațiile lui Lenin erau destul de vagi. Poziția lui Stalin a căpătat o confirmare aparentă prin eșecul revoluțiilor proletare din alte țări precum Germania sau Ungaria și a justificat schimbarea politicii externe sovietică de la atenția acordată Internaționalei a III-a la acțiunile de negociere cu statele capitaliste. 
În prima ediție a cărții Fundamentele leninismului (1924), Stalin a afirmat că: Leninismul este marxismul erei imperialiste și a revoluției proletare. Stalin era încă susținătorul ideii leniniste că victoria revoluției într-o singură țară nu era suficientă. Totuși, până la sfârșitul aceluiași an, în a doua ediție a aceleiași cărți, poziția lui a început să se schimbe într-o direcție opusă: "...proletariatul poate și trebuie să construiască societatea socialistă într-o singură țară ". În aprilie 1925, Buharin a dezvoltat ideea în  lucrarea Putem noi să construim socialismul într-o singură țară în absența victoriei proletariatului vest-european?  Această poziție a sfârșit prin a deveni politică de stat după articolul lui Stalin din ianuarie 1926, Asupra problemelor leninismului (К вопросам ленинизма).
Stalin a caracterizat mai târziu teza lui Troțki despre Revoluția permanentă drept reacționară, deoarecea care cerea lumii să "aștepte" muncitorimea occidentală să declanșeze "simultan" revoluția mondială. Această teză este încă înfierată de antirevizioniști și de alți comuniști care se opun troțkismului în zilele noastre. Pe de altă parte, Stalin a acordat sprijin simpatizanțlor comuniști din întreaga lume, cel mai notabil exemplu fiind cel al războiului civil spaniol. 
Mărturii din timpul acestui război civil, în mod special cele ale lui George Orwell din cartea lui, Omagiu adus Cataloniei, îi zugrăveau pe simpatizanții lui Stalin ca făcând parte din aceleași forțe contrarevoluționare care reprimau orice opoziție a stângii "adevărate". Afirmațiile troțkiștilor conform cărora sprijinul lui Stalin în războiul civil spaniol a fost condiționat de suprimarea oricărei activități revoluționară care s-ar fi putut opune legitimității a ceea ce ei caracterizau drept dictatura lui personală nu și-au pierdut nici caz din virulență. 
Stalin a reușit să impună proclamarea mai multor state comuniste în Europa Răsăriteană după încheierea celui de-al doilea război mondial. Aceasta a fost mai degrabă o acțiune de creare a unor "statete satelit", decât una de răspândire a revoluției proletare mondială. Aceste state au fost în primul rând un cordon sanitar în fața unei eventuale agresiuni capitaliste și un posibil câmp de luptă care ar fi scutit Uniunea Sovietică de numeroasele distrugeri provocate de războiul modern. În orice caz, nici suporterii lui Stalin, nici cei ai lui Troțki nu au reușit să ducă la bun sfârșit o revoluție în occident. 